# Лялин, Александр Николаевич
Алекса́ндр Никола́евич Ля́лин (1850 — 1926) — известный томский охотник конца XIX — начала XX вв. Опытный медвежатник,  входит в число ста лучших охотников России всех времен.
Автор многочисленных охотничьих очерков и заметок, которые выходили в дореволюционных охотничьих изданиях России. Особенной популярностью пользовался его цикл очерков «Охота в Сибири на медведей с лайками», который на протяжении нескольких лет (в 1900-1910-е гг.) публиковался в журнале «Природа и Охота». В 1997 году 10 очерков из этого цикла вошли в сборник-справочник «Охота на медведей», а в 2015 году вышло отдельное электронное издание полного цикла Лялина из 21 очерка.
В очерках Лялина можно встретить описания и названия многих сибирских рек, деревень и сел, где он охотился: например, реки Томь, Басандайка, Яя; станции Тайга, Судженка; деревни Пухаревка, Кайлы; село Таловка и др.
Лялин на охотах часто пользовался шомпольной двустволкой 5-го калибра с пулями массой 78 г. Охотился на медведя всегда с двумя зверовыми лайками.

## Книги
Очерки А. Н. Лялина публиковались в газетах "Охотник и рыболов Сибири", "На крючке", альманахе "Охотничьи просторы":
- Лялин А. Н. Охота на медведя в Сибири с лайками : [очерк] / А. Лялин // Охотник и рыболов Сибири. — 2008. — № 9 (сент.). — С. 30-31.
- Лялин А. Н. на старуху бывает проруха : Охота на медведя в Сибири с лайками : [очерк] / А. Лялин // Охотник и рыболов Сибири. - 2009. — № 1 (20). — С. 22-21.
- Лялин А. Н. Охота на соболя в Сибири / А. Н. Лялин // Охотник и рыболов Сибири. - 2010. — № 11 (42). — С. 30-31 : ил.
- Лялин А. Н. Охота на медведей в Сибири с лайками // Охотничьи просторы. - 2011. - № 4 (70). - С. 184-194.
- Лялин А. Н. Охота на медведей в Сибири с лайками // На крючке: томская областная специализированная газета для охотников и рыболовов. - 2015. - № 5. — С. 12-13 : ил.